# Bakán
Pour les articles homonymes, voir Bakan (homonymie).
BKN (original: Bakán), est une série télévisée adolescente chilienne diffusée en 2004 par Mega.

## Acteurs et personnages

### Actuel (BKN, el campamento)
- Javier Castillo : Sebastián Villanueva
- Francisco Moore : Ignacio Villanueva
- Vesta Lugg : Brenda Hilton
- Mariangela Rates : Javiera Román
- Vicente Izzo : Benjamín Aceituno
- Alisson West : Belén Cancino
- Vicente Aravena : Mateo Ugarte
- Aranzazú Fuenzalida : Ema Hilton
- Fernando Farías : Demetrio Saavedra
- Natalia Valdebenito : Paloma

### Précédents

#### Acteurs jeunes
- Camila López : Gabriela Ferrada (Saisons 1-10)
- Vanessa Aguilera : Claudia López (Saisons 1-5,7-10)
- Felipe Morales : Patricio Herrera (Saisons 4-10)
- Catalina Palacios : Rocío Valtierra (Saisons 1-4)
- Matias Gil : Matías (Saisons 9-10)
- María Jesús Lizana : Mía Larousse (Saison 10)
- Valeska Díaz : Matilda (Saison 10) Villain
- Maximiliano Valenzuela : Diego Valenzuela (Saisons 5-9)
- Gabriela Ernst : María Jesús Klein (Saison 9)
- María Luisa Colledge : María José (Saisons 8-9)
- Andrés Baeza : Alberto (Saisons 6-9, Participation spéciale 10)
- Carolina Morales : Susana (Saisons 9)
- Constanza Rojas : Constanza Guzmán (Saisons 8-9, Participation spéciale 10)
- Andrés Ortega : Martín (Saisons 6-9)
- Florencia Canale : Florencia García-Huidobro (Saisons 6-8)
- Justin Page : Máximo Valdes (Saisons 2-6 Récurrent 7)
- Paulina Prohaska : Antonia Larraín (Saisons 3-8)
- Josefina de la Fuente : Trinidad de la Fuente (Saisons 4-7, Participation spéciale 10)
- Catherina Gandolfo : Magdalena Sepúlveda (Saisons 2-7)
- Constanza Piccoli Molina : Catalina Valdivieso (Saisons 1-4, Participation spéciale 9)
- Mayte Rodríguez : Fransisca Ortega (Saison 2)
- Alberto Herrera : Jota (Saisons 1 Récurrent 2)
- Pablo Guerra : Pipe Zambrano (Saison 1)

#### Acteurs adultes
- Camilo Polanco : Francisco Ferrada (Saisons 1-10)
- María Jimena Pereyra : María Jimena Pereyra (Saisons 9-10)
- Francisca Marín : Miss Paulina (Saisons 3-10)
- Gonzalo Ledezma : Profesor (Saisons 8-10)
- Lorena Prada : Angelina López (Saisons 1-9 Récurrent 10)
- Grimanesa Jimenez : Miss Helga (Saisons 2-8)
- Eliana Palermo : Mère de Anto (Saisons 5-8)
- Luis Widgorsky Jr : Père de Anto (Saisons 5–8)
- Ximena Peñaloza : Mère de Magda (Saisons 6-7)
- Viviana Nunes : Mère de Trini (Saisons 4-7)
- Antonia Amunátegui : Celeste (Saison 5)
- Nelson Polanco : Miguel (Saisons 3-6 Participation spéciale 10)
- Sandra O'Ryan : Sofía, Mère de Seba et Nacho Villanueva (Saisons 2-5)
- María Paz Jauregui : Fernanda Guerrero (Saisons 2-6, récurrent 7)
- Alejandra Herrera : Carolina, Mère de Gaby (Saisons 1-5)
- Alex Zisis : Gonzalo Villanueva, Père de Seba et Nacho Villanueva (Saisons 2-5)
- Anibal Reina : Grand-Père de Seba et Nacho Villanueva (Saison 5)
- Jeannette Moenne-Loccoz : Mère de Catalina (Saison 2)
- Marcial Tagle : Père de Catalina (Saison 2)

### Sources
- (es) Cet article est partiellement ou en totalité issu de l’article de Wikipédia en espagnol intitulé « BKN » (voir la liste des auteurs).